# Peter Tom Jones
Peter Tom Jones (1973) is een Vlaams onderzoeker in de milieuwetenschappen en publicist. 
Jones is burgerlijk ingenieur milieukunde en doctor in de toegepaste wetenschappen. Hij werkt als onderzoeksmanager aan de KU Leuven, waar hij zich specialiseert in industriële ecologie. Hij is voorzitter van de vzw I-Cleantech Vlaanderen, die werd opgericht vanuit de Vlaamse regering in 2012, en van het Vlaamse Enhanced Landfill Mining Onderzoeksconsortium. Hij was van in het begin betrokken bij Plan C, het 'Vlaamse transitienetwerk duurzaam materialenbeheer', en is voorzitter van het Masereelfonds Leuven.
Jones is enkele jaren redacteur van het tijdschrift Oikos geweest. Samen met Roger Jacobs, schreef Jones Terra Incognita (2006), over globalisering, ecologie en rechtvaardige duurzaamheid. Hij publiceerde ook Esperanza! Praktische theorie voor sociale bewegingen (2003, met Jan Dumolyn), Globaal ten onder? Pleidooi voor een ecologische economie (2006), Het Klimaatboek (2007, met Els Keytsman), Klimaatcrisis: Het failliet van het klimaatscepticisme (2009) en Terra Reversa: de transitie naar rechtvaardige duurzaamheid (2009, met Vicky De Meyere). Sinds 2005 ligt hij ook mee aan de wieg van de sociaal-ecologische denktank Terra Reversa. Hij is mede-auteur van het manifest van die beweging.
Jones was ook meermaals kandidaat op lijsten van de partij Groen.

## Documentaires

### Europe’s Mining Renaissance, a Catalyst for Climate Neutrality
Hij maakte deze documentaire, gefinancierd door de KU Leuven en de EU.
Deze documentaire, die pleit voor een plaats voor een Europese duurzame mijnbouw, werd in vraag gesteld door milieuorganisaties die vrezen voor de invloed op de watervoorraad. Ze beschuldigen de auteur en zijn instelling aan de KU Leuven ervan samen te werken met mijnbouwbedrijven zoals Rio Tinto met haar geplande lithiummijn in de Jadar-vallei in West-Servië.

### Not in My Country – Serbia's Lithium Dilemma
Deze documentaire kwam in februari 2025 uit en behandelt de tegengestelde belangen rond de voorgestelde lithiummijn in de Jadarvallei, Servië.